# Церковь Космы и Дамиана (Каракша)
Космодемьянская церковь — приходской храм Южного благочиния Яранской епархии Русской православной церкви в селе Каракша Яранского района Кировской области.
Объект культурного наследия России, памятник архитектуры.

## История
Приход открыт по указу Святейшего Синода от 20 сентября 1890 года, выделившись из прихода села Салобеляк. Первоначально церковь была деревянная, построена в 1895 году с одним престолом во имя святых бессребреников Косьмы и Дамиана. Престол освящён 10 июля 1895 года. Позже построена в камне с двумя престолами. 

## Архитектура
Два престола: первый — во имя святых-бессребреников Космы и Дамиана Римских, второй — во имя Варвары Великомученицы.